# Noviherbaspirillum
Genre
Noviherbaspirillum est un genre de bactéries gram-négatives de la famille des Oxalobacteraceae.

## Description
Le genre Noviherbaspirillum est formé de bactéries aérobies et négatives pour le coloration de Gram. Elles ont la forme de bacilles. Elles sont positives pour le test biochimique catalase. Le profil des polyamines contient principalement de la putrescine et de la 2-hydroxyputrescine.
Lors de la description de ce genre bactérien, les acides gras majoritaires sont les trois suivants : C12:0, C16:01 et C17:0cyclo. Les acides gras hydroxylés sont surtout formés par les C10:03-OH, C14:002-OH et iso-C15:03-OH. La quinone principale est la Q-8 tandis que les lipides polaires sont surtout composés de Diphosphatidylglycérol, Phosphatidyléthanolamine, Phosphatidylglycérol et phosphatidylcholine.

## Liste des espèces
Ce genre comprend les 15 espèces valides suivantes Selon la base de données taxonomiqueLPSN (9 avril 2024) :
- Noviherbaspirillum aerium Xue et al. 2020
- Noviherbaspirillum agri Chaudhary & Kim 2017
- Noviherbaspirillum arenae Peta et al. 2021
- Noviherbaspirillum aridicola Khan et al. 2022
- Noviherbaspirillum aurantiacum (Carro et al. 2012) Lin et al. 2013
- Noviherbaspirillum autotrophicum Ishii et al. 2017
- Noviherbaspirillum canariense (Carro et al. 2012) Lin et al. 2013
- Noviherbaspirillum denitrificans corrig. Ishii et al. 2017
- Noviherbaspirillum humi Sundararaman et al. 2017
- Noviherbaspirillum malthae Lin et al. 2013
- Noviherbaspirillum massiliense (Lagier et al. 2014) Chaudhary & Kim 2017
- Noviherbaspirillum pedocola Chaudhary et al. 2021
- Noviherbaspirillum psychrotolerans (Bajerski et al. 2013) Lin et al. 2013
- Noviherbaspirillum soli (Carro et al. 2012) Lin et al. 2013
- Noviherbaspirillum suwonense Kim et al. 2014

## Taxonomie
Le nom correct complet (avec auteur) de ce taxon est Noviherbaspirillum Lin et al. 2013.
L'espèce type est : Noviherbaspirillum malthae Lin et al. 2013,.

### Étymologie
L'étymologie de l'épithète spécifique de Noviherbaspirillum est la suivante : No’vi.her.ba.spi.ril’lum. adjectif masculin latin novus, ce qui signifie nouveauw; N.L. neut. dim. n. Herbaspirillum, un genre bactérien dont le nom (serait probablement meilleur sous la forme : Herbispirillum); N.L. neut. dim. n. Noviherbaspirillum, le nouvel Herbaspirillum.